# Ferula behboudiana
Ferula behboudiana är en flockblommig växtart som först beskrevs av Karl Heinz Rechinger och Esfandiar Esfandiari, och fick sitt nu gällande namn av David Franklin Chamberlain. Ferula behboudiana ingår i släktet stinkflokesläktet, och familjen flockblommiga växter. Inga underarter finns listade i Catalogue of Life.